# Kortaderie dvoudomá
Kortaderie dvoudomá (Cortaderia selloana, syn. Cortaderia argentea, Arundo selloana, Gynerium argenteum), známá jako pampová tráva nebo také jako pampas dvoudomý, je statná vytrvalá tráva původem z Jižní Ameriky, která dorůstá výšky až 120 cm.

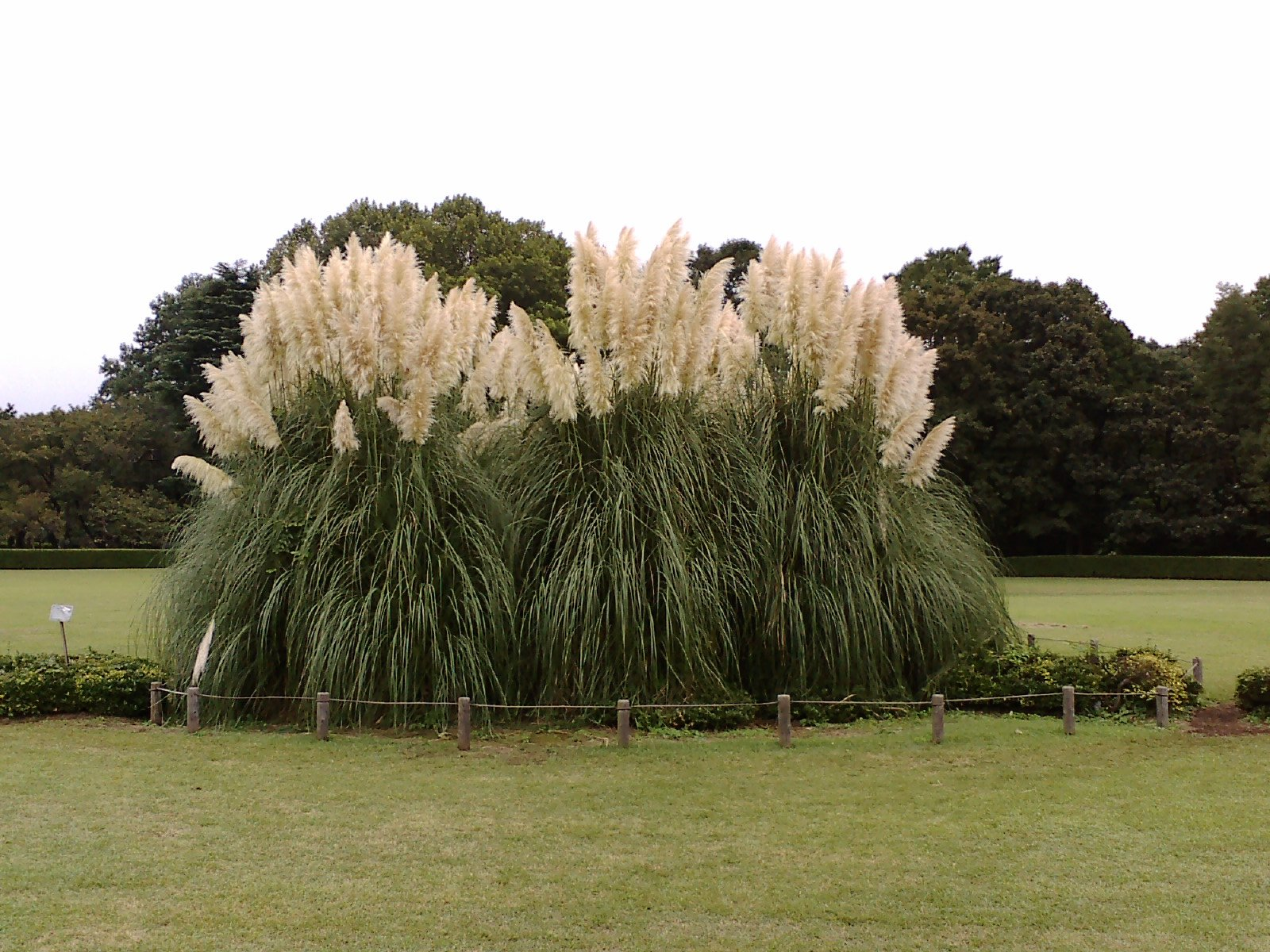
Velký chomáč pampové trávy v tokijské botanické zahradě. Je vysoký 4 m, má průměr 7 m a je přes 40 let starý.

Kortaderie má obloukovitě ohnuté šedozelené listy s ostrými okraji, které mohou dorůstat až do délky 200 cm. Je domovem na jihoamerických pampách, po nichž získala svůj obecný název, a v Patagonii, kde roste v hustých chomáčích, jež mohou dosahovat až 3 metrů. Její listy mohou být i stříbřitě šedé.
Své jméno získala od německého přírodovědce Alexandera von Humboldta, jenž ji v roce 1818 pojmenoval po německém přírodovědci Friedrichu Sellowovi, který studoval jihoamerickou, zejména brazilskou květenu.
Kortaderie je velmi atraktivní solitéra. V Česku se proto pěstuje jako okrasná travina, jedná se však o invazní druh.